# James Guthrie (producteur)
Pour les articles homonymes, voir James Guthrie et Guthrie.
James Guthrie (né le 14 novembre 1953 dans le quartier d'Edmonton à Londres) est un producteur de musique britannique connu pour son travail avec le groupe Pink Floyd. Il a notamment coproduit leur album à succès The Wall.